# 台南端 (台86線)
22°56′09.1″N 120°10′34.8″E / 22.935861°N 120.176333°E
台南端位於臺灣臺南市南區喜南里、省躬里交界處，是連結台17線（濱南路）的交流道，指標為台86線0k，也是台86線的起點，已於2013年12月15日通車，可前往南區、安平區、安平港、安平工業區及高雄市茄萣區。
|  | 0 台南端 |  | 茄萣 安平 |

## 外部連結
- 台86線台南端示意圖 （页面存档备份，存于）（交通部公路總局）